# Cynthia Sayer
Cynthia Nan Sayer (ur. 20 maja 1956 w Waltham w Massachusetts) – jazzmenka, związana z jazzem nowoorleańskim, członkini zespołu Woody Allen and his New Orleans Jazz Band, założonego przez Woodego Allena. Gra na banjo.

## Dyskografia
- The Jazz Banjo of Cynthia Sayer (vinyl LP)
- More Jazz Banjo (cassette)
- Forward Moves (CD, cassette)
- Jazz at Home (CD)
- String Swing (CD)
- Souvenirs (CD multimédia pour PC)
- The Jazz Banjo of Cynthia Sayer, More Jazz Banjo (CD)
- Attractions (CD)